# Gente semplice
Gente semplice (Простые люди) è un film del 1945 diretto da Leonid Zacharovič Trauberg e Grigorij Michajlovič Kozincev.